# 보시에르역
보시에르역(프랑스어: Gare de Bossière)은 스위스 보주의 뤼트리 지자체에 있는 기차역이다. 스위스 연방 철도의 표준궤 로잔-베른선의 중간 정류장이다.

## 운행편
2020년 12월 시간표 변경에 따라 보시에르에서 다음 서비스가 정차한다.
- RER 보 S6 : 로잔과 팔레지유 간 매시간 운행.